# La Puebla de Montalbán
La Puebla de Montalbán település Spanyolországban, Toledo tartományban. La Puebla de Montalbán El Carpio de Tajo, Carmena, Escalonilla, Burujón, Polán, Gálvez, Menasalbas, San Martín de Montalbán és Villarejo de Montalbán községekkel határos. Lakosainak száma 8032 fő (2024).

## Népesség
A település népessége az utóbbi években az alábbiak szerint változott:
| Lakosok száma | 7248 | 7604 | 8004 | 8431 | 8392 | 8179 | 7910 | 7861 | 7838 | 8032 |
|               | 2001 | 2004 | 2007 | 2009 | 2012 | 2014 | 2017 | 2019 | 2022 | 2024 |